# 여천중학교
여천중학교(麗川中學校)는 대한민국 전라남도 여수시 선원동에 있는 공립 중학교이다.

## 학교 연혁
- 1978년 2월 10일 : 삼일중학교 쌍봉분교로 설립인가
- 1978년 9월 1일 : 쌍봉중학교로 개교 (15학급)
- 1978년 10월 26일 : 초대 우선규 교장 취임
- 1987년 3월 1일 : 여천중학교로 교명 변경
- 2025년 1월 8일 : 제45회 177명 졸업(졸업생 총수 13,526명)
- 2025년 3월 1일 : 제17대 김상지 교장 부임

## 참고 자료
- 여천중학교 - 한국교육학술정보원 학교알리미